# Liste der Baudenkmäler in Bad Wiessee

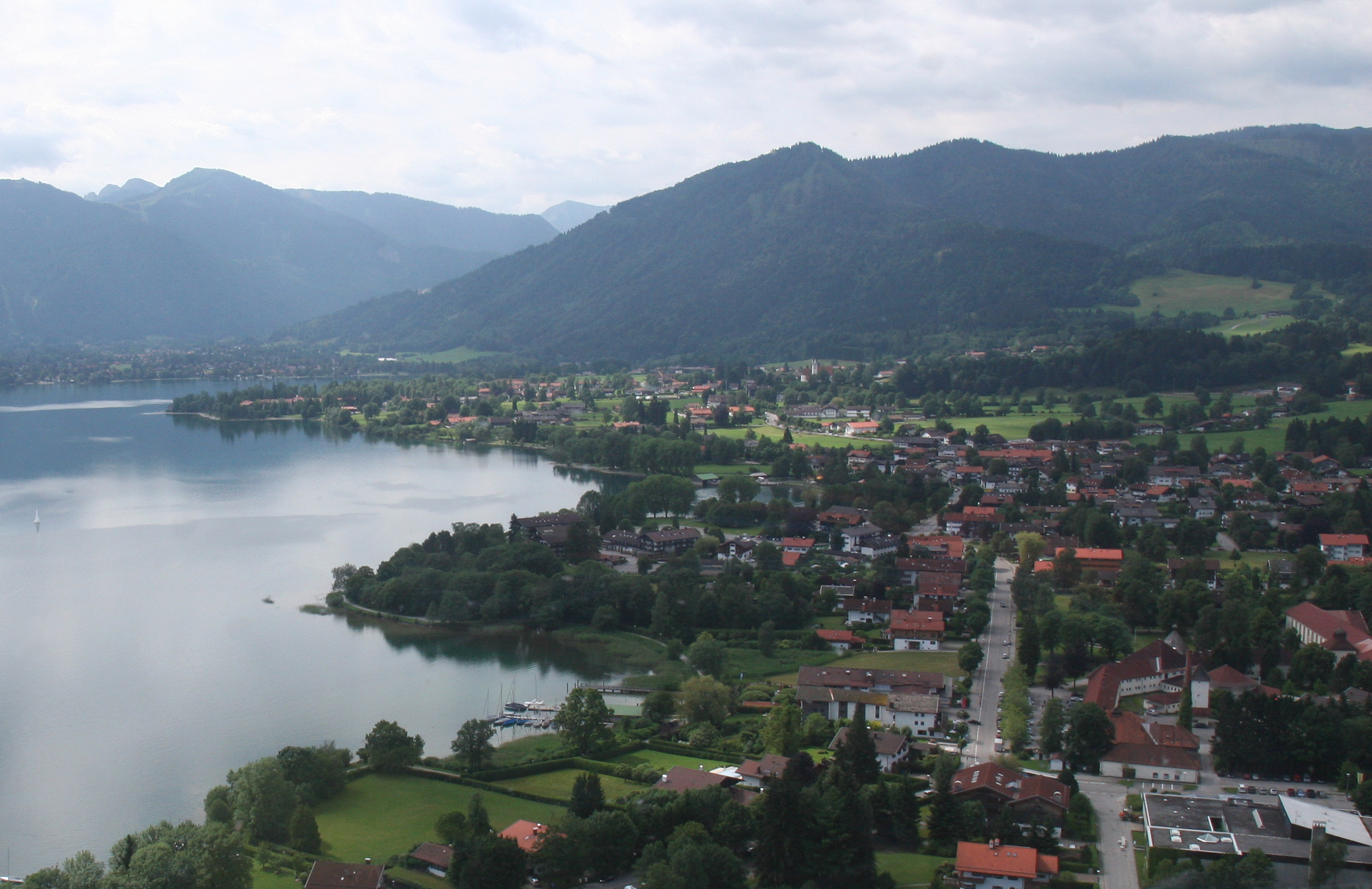
Bad Wiessee mit Ringspitz und Kotlahnerkopf im Hintergrund

Auf dieser Seite sind die Baudenkmäler in der oberbayerischen Gemeinde Bad Wiessee zusammengestellt. Diese Tabelle ist eine Teilliste der Liste der Baudenkmäler in Bayern. Grundlage ist die Bayerische Denkmalliste, die auf Basis des Bayerischen Denkmalschutzgesetzes vom 1. Oktober 1973 erstmals erstellt wurde und seither durch das Bayerische Landesamt für Denkmalpflege geführt wird. Die folgenden Angaben ersetzen nicht die rechtsverbindliche Auskunft der Denkmalschutzbehörde.

## Baudenkmäler nach Ortsteilen

### Bad Wiessee
| Lage                                                                                | Objekt                                                                          | Beschreibung | Akten-Nr.              | Bild                                              |
| ----------------------------------------------------------------------------------- | ------------------------------------------------------------------------------- | --- | ---------------------- | ------------------------------------------------- |
| Adrian-Stoop-Straße 37, 39 (Standort)                                               | Wandelhalle mit Konzert- und Theatersaal des Jod-Schwefelbades Wiessee          | In Formen des strengen Heimatstils, von Bruno Biehler, 1933–1935, langgestreckter, verputzter, durch große Fenstertüren geöffneter Flachsatteldachbau mit Turmanbau, Musikpavillon, Einfriedung und Terrassen- und Freitreppenanlage mit lagernder Frauenskulptur, von Fritz Schmoll genannt Eisenwerth Figurengeschmückter Bronzebrunnen, von von Miller; mit technischer Ausstattung Pumpenhaus, oktogonaler verputzter Zeltdachbau, von Bruno Biehler, 1935; mit technischer Ausstattung | D-1-82-111-35 Wikidata | weitere Bilder                                    |
| Auf der Leiten (Standort)                                                           | Privatkapelle, sogenannte Waldkapelle, Gedächtniskapelle der Familie von Miller | Neuromanischer offener Satteldachbau, von Rupert von Miller, 1900; mit Ausstattung | D-1-82-111-9 Wikidata  | weitere Bilder                                    |
| Dorfplatz (Standort)                                                                | Ehemaliger Getreidekasten                                                       | Zweigeschossiger Flachsatteldach-Blockbau mit Laube, 1647/48 (dendrochronologisch datiert) | D-1-82-111-3 Wikidata  | weitere Bilder                                    |
| Dorfplatz 1 (Standort)                                                              | Wohnteil des Bauernhauses                                                       | Flachsatteldachbau mit Blockbau-Obergeschoss, umlaufender Laube und teilverschalter Giebellaube, bezeichnet mit „1737“ | D-1-82-111-1 Wikidata  | weitere Bilder                                    |
| Dorfplatz 9; Nähe Fischergasse (Standort)                                           | Ehemaliger Bauernhof mit dazugehöriger Bootshütte                               | Einfirsthof, Flachsatteldachbau mit Blockbau-Obergeschoss, umlaufender Laube, verschalter Giebellaube, wohl 18. Jahrhundert, geschnitzte bzw. stuckierte Fensterbekrönungen und Architekturmalerei Anfang 20. Jahrhundert Bootshütte, verbretterter Holzständerbau mit Satteldach und seeseitigem Einfahrtstor mit aufgemalten Familienwappen der von Miller, wohl 1896 | D-1-82-111-4 Wikidata  | Ehemaliger Bauernhof mit dazugehöriger Bootshütte |
| Dorfplatz 12 (Standort)                                                             | Ehemaliger Einfirsthof                                                          | Flachsatteldachbau mit teilweise verbrettertem Blockbau-Obergeschoss, Laube und Giebellaube, bezeichnet mit „1749“ | D-1-82-111-5 Wikidata  | weitere Bilder                                    |
| Fischergasse 6 (Standort)                                                           | Ehemaliges Bauernhaus                                                           | Zweigeschossiger verbretterter Blockbau mit Flachsatteldach, Stüberlvorbau und Laube, wohl 17. Jahrhundert, Ostseite Anfang 20. Jahrhundert ausgebaut | D-1-82-111-7 Wikidata  | weitere Bilder                                    |
| Fischergasse 8 (Standort)                                                           | Einfirsthof mit Pension                                                         | stattlicher zweigeschossiger Flachsatteldachbau mit dreiseitig umlaufendem Balkon (Laube), teilverschalter Giebellaube und Freitreppe, um 1910/15. | D-1-82-111-42          | BW                                                |
| Fritz-von-Miller-Weg 8; Fritz-von-Miller-Weg 4 a; Fritz-von-Miller-Weg 5 (Standort) | Katholische Pfarrkirche Mariae Himmelfahrt                                      | Saalbau mit eingezogenem polygonalem Chor und hohem Nordturm, in Formen eines gotisierenden Heimatstils, 1924–1926; mit Ausstattung Pfarrhaus, eingeschossiger Halbwalmdachbau mit Erker, im Heimatstil, 1933 Bergfriedhof, Anlage auf Hangrücken mit gekurvten Wegen und Gräbergruppen, um 1940; alle nach Entwurf von Rupert von Miller Friedhofskreuz, neugotisches monumentales Kruzifix mit Wettermantel, 1905                                                                         | D-1-82-111-8 Wikidata  | weitere Bilder                                    |
| Kirchenweg 6 (Standort)                                                             | Evangelisch-lutherische Friedenskirche                                          | Flachgedeckter Saalbau mit Emporeneinbauten, Turm mit Zwiebelhaube, von Bruno Biehler, 1936/37 Pfarrhaus, angebauter zweigeschossiger Satteldachbau, von Bruno Biehler, 1936/37 | D-1-82-111-10 Wikidata | weitere Bilder                                    |
| Lindenplatz 7 (Standort)                                                            | Hotel                                                                           | Stattlicher zweigeschossiger Flachsatteldachbau mit Kniestock, Putzbandgliederung und giebelseitigen Balkons, erbaut 1864 | D-1-82-111-11 Wikidata | weitere Bilder                                    |
| Nähe Dorfplatz (Standort)                                                           | Hofkapelle, sogenannte Sternegger-Kapelle                                       | Kleiner offener Satteldachbau mit Schutzgitter, im Kern 18. Jahrhundert | D-1-82-111-6 Wikidata  | weitere Bilder                                    |
| Sanktjohanserstraße 12 (Standort)                                                   | Rathaus                                                                         | Zweigeschossiger Flachsatteldachbau mit Dachreiter, offenen Erdgeschossarkaden, südseitiger Altane und Fassadenmalereien, im reduzierten Heimatstil, 1930/31 von Hermann Lang, 1979/80 westliche Erweiterung | D-1-82-111-12 Wikidata | weitere Bilder                                    |
| Sanktjohanserstraße 14 (Standort)                                                   | Postamt                                                                         | Zweigeschossiger Walmdachbau mit Elementen des Stils der Neuen Sachlichkeit, des Expressionismus und des Heimatstils, 1926, Ergänzungen 1933, Nebengebäude, 1930 | D-1-82-111-13 Wikidata | Postamt                                           |
| Sonnenfeldweg 29 (Standort)                                                         | Kapelle, sogenannte Hubertuskapelle                                             | Neubarocker Schopfwalmdachbau und Zwiebel-Dachreiter, 1910; mit Ausstattung | D-1-82-111-14 Wikidata | weitere Bilder                                    |
| Sterneggerstraße 14; Sterneggerstraße 14 a (Standort)                               | Ehemaliger Einfirsthof                                                          | Zweigeschossiger, teilweise verbretterter Flachsatteldach-Blockbau mit Stüberlvorbau, Laube und Giebellaube, im Kern 1587–1589 (dendrochronologisch datiert), First bezeichnet mit dem Jahr „1737“ | D-1-82-111-15 Wikidata | weitere Bilder                                    |

### Abwinkl
| Lage                           | Objekt                                                | Beschreibung | Akten-Nr.              | Bild                                                  |
| ------------------------------ | ----------------------------------------------------- | --- | ---------------------- | ----------------------------------------------------- |
| Nähe Überfahrtweg (Standort)   | Ehemaliger Triftstadel, jetzt Station der Wasserwacht | Erdgeschossiger verbretterter Holzständerbau mit Halbwalmdach und seeseitiger Einfahrtsöffnung für Triftschiffe und Boote, 1821, Inneres zum Teil verändert                                                    | D-1-82-111-34 Wikidata | Ehemaliger Triftstadel, jetzt Station der Wasserwacht |
| Ringbergstraße 43 b (Standort) | Ehemaliges Fischerhaus, jetzt Gasthof Abwinkler Hof   | Zweigeschossiger Blockbau mit Flachsatteldach und giebelseitigen Lauben, Westteil 17. Jahrhundert, Ostteil wohl 1936 als Holzbau im Heimatstil neu gestaltet                                                   | D-1-82-111-16 Wikidata | weitere Bilder                                        |
| Ringbergstraße 49 (Standort)   | Kapellen-Bildstock, sogenannte Sappl-Kapelle          | Kleiner offener Satteldachbau mit Dachreiter, wohl zweite Hälfte 18. Jahrhundert, Dachreiter und Schutzgitter um 1900; mit Ausstattung                                                                         | D-1-82-111-18 Wikidata | weitere Bilder                                        |
| Ringseeweg 7 (Standort)        | Ehemaliger Einfirsthof                                | Zweigeschossiger, nordöstlich ausgemauerter Flachsatteldach-Blockbau mit Laube und Brettermantel am ehemaligen Wirtschaftsteil, erste Hälfte 17. Jahrhundert, Fenster 19. Jahrhundert, 1989 umfassend erneuert | D-1-82-111-19 Wikidata | Ehemaliger Einfirsthof                                |
| Ringseeweg 11 (Standort)       | Ehemaliger Einfirsthof                                | Verbretterter Obergeschoss-Blockbau mit Kniestock, dreiseitig umlaufender Laube und verschalter Giebellaube, 17./18. Jahrhundert, 1995 umfassend erneuert                                                      | D-1-82-111-20 Wikidata | Ehemaliger Einfirsthof                                |
| Nähe Ringseeweg (Standort)     | Hofkapelle, sogenannte Friedl-Kapelle                 | Kleiner Satteldachbau mit schlichter Putzgliederung, wohl spätes 18. Jahrhundert; mit Ausstattung | D-1-82-111-21 Wikidata | weitere Bilder                                        |
| Seerosenweg 2 (Standort)       | Wohnteil des ehemaligen Bauernhauses                  | Verbretterter Obergeschoss-Blockbau mit Flachsatteldach, Laube und teilverschalter Giebellaube, 18. Jahrhundert                                                                                                | D-1-82-111-22 Wikidata | weitere Bilder                                        |

### Altwiessee
| Lage                              | Objekt                       | Beschreibung | Akten-Nr.              | Bild           |
| --------------------------------- | ---------------------------- | --- | ---------------------- | -------------- |
| Löblweg 6 (Standort)              | Sogenannte Herz-Jesu-Kapelle | Kleiner Flachsatteldachbau mit Dachreiter, 1934 | D-1-82-111-49 Wikidata | weitere Bilder |
| Sanktjohanserstraße 36 (Standort) | Schule mit Feuerwehr         | Zweiflügelige rechtwinklige Anlage im alpenländischen Heimatstil, westlicher Trakt zweigeschossigen Flachsatteldachbau mit Putzdekor, nördlicher Trakt eingeschossiger Flachsatteldachbau mit vorgelagerter Pausenhalle und verschindeltem Zwiebelturm, bezeichnet mit dem Jahr „1935“ | D-1-82-111-47 Wikidata | weitere Bilder |
| Sterneggerstraße 9 (Standort)     | Getreidekasten               | Zweigeschossiger Blockbau, wohl 16./17. Jahrhundert, Einhausung, bezeichnet mit „1709“ | D-1-82-111-43 Wikidata | weitere Bilder |

### Auer Alm
| Lage                  | Objekt                    | Beschreibung                                                                  | Akten-Nr.     | Bild           |
| --------------------- | ------------------------- | ----------------------------------------------------------------------------- | ------------- | -------------- |
| Auer Alm 1 (Standort) | Sogenannte Aueralmkapelle | Kleiner offener schindelgedeckter Flachsatteldachbau, um 1850, stark erneuert | D-1-82-111-39 | weitere Bilder |

### Grundner
| Lage                  | Objekt  | Beschreibung | Akten-Nr.              | Bild    |
| --------------------- | ------- | --- | ---------------------- | ------- |
| Grundner 1 (Standort) | Gutshof | Langgestreckter zweigeschossiger Einfirsthof mit Flachsatteldach, Lauben und Fassadenmalereien, von Lorenz Hofmann, 1901 | D-1-82-111-23 Wikidata | Gutshof |

### Holz
| Lage                                  | Objekt                                | Beschreibung | Akten-Nr.              | Bild                  |
| ------------------------------------- | ------------------------------------- | --- | ---------------------- | --------------------- |
| Beim Frais 1 (Standort)               | Ehemaliger Einfirsthof                | Flachsatteldach mit Blockbau-Obergeschoss, Balusterlaube und teilverschalter Giebellaube, bezeichnet mit dem Jahr „1778“ Hofkapelle, sogenannte Fraiskapelle, barocker kleiner Satteldachbau, zweite Hälfte 18. Jahrhundert; mit Ausstattung | D-1-82-111-30 Wikidata | weitere Bilder        |
| Buchbergweg 2 (Standort)              | Ehemaliger Einfirsthof                | Flachsatteldachbau mit Blockbau-Obergeschoss, umlaufender Laube und Giebellaube, Mitte 18. Jahrhundert | D-1-82-111-28 Wikidata | weitere Bilder        |
| Graberweg 1 (Standort)                | Ehemaliges Bauernhaus                 | Flachsatteldachbau mit Blockbau-Obergeschoss, umlaufender Laube und verschalter Giebellaube, wohl 1618 (dendrochronologisch datiert) | D-1-82-111-24 Wikidata | Ehemaliges Bauernhaus |
| Holzer Straße; Nähe Deierl (Standort) | Gedenkkreuz                           | Kleines Tuffsteinkreuz, bezeichnet mit „1819“ | D-1-82-111-25 Wikidata | weitere Bilder        |
| Max-Obermayr-Weg 4 (Standort)         | Einfirsthof,                          | Flachsatteldachbau mit Blockbau-Obergeschoss, umlaufender Laube und teilverschalter Giebellaube, im Kern frühes 17. Jahrhundert, teilweise stark erneuert                                                                                    | D-1-82-111-26 Wikidata | weitere Bilder        |
| Schwoagaweg 6 (Standort)              | Weilerkapelle, sogenannte Pestkapelle | Kleiner barocker Satteldachbau mit Zwiebel-Dachreiter, zweite Hälfte 18. Jahrhundert, Bemalung 20. Jahrhundert; mit Ausstattung | D-1-82-111-27 Wikidata | weitere Bilder        |
| Schwoagaweg 20 (Standort)             | Einfirsthof                           | Flachsatteldachbau mit Blockbau-Obergeschoss, umlaufender Laube und teilverschalter Giebellaube, Mitte 17. Jahrhundert, Dachaufbau 1926 | D-1-82-111-31 Wikidata | Einfirsthof           |

### Breitenbach-Diensthütte
| Lage                                         | Objekt           | Beschreibung                                                               | Akten-Nr.              | Bild           |
| -------------------------------------------- | ---------------- | -------------------------------------------------------------------------- | ---------------------- | -------------- |
| Distrikt XXXVI Breitenbach Abt. 1 (Standort) | Forstdiensthütte | Zweigeschossiger Flachsatteldachbau in Blockbauweise mit Außentreppe, 1912 | D-1-82-111-36 Wikidata | weitere Bilder |

### Neuhüttenalm
| Lage                            | Objekt                                                                                            | Beschreibung                                                                       | Akten-Nr.              | Bild           |
| ------------------------------- | ------------------------------------------------------------------------------------------------- | ---------------------------------------------------------------------------------- | ---------------------- | -------------- |
| Auf der Neuhüttenalm (Standort) | Kapelle zum Gedenken an die im Ersten Weltkrieg gefallenen Mitglieder des Clubs alpiner Skiläufer | Kleiner schindelgedeckter steiler Satteldachbau, 1922                              | D-1-82-111-38 Wikidata | weitere Bilder |
| Neuhüttenalm 1 (Standort)       | Almhütte, sogenannte Hagnhütte der Neuhüttenalm                                                   | Teilweise verbretterter Blockbau mit Flachsatteldach, erste Hälfte 19. Jahrhundert | D-1-82-111-37 Wikidata | weitere Bilder |

### Rohbogen
| Lage                                 | Objekt                    | Beschreibung | Akten-Nr.              | Bild           |
| ------------------------------------ | ------------------------- | --- | ---------------------- | -------------- |
| Nähe Rohbogen; Rohbogen 1 (Standort) | Sogenannte Quirinskapelle | Satteldachbau mit Vordach über Holzstützen, 1828 über einer seit 1430 bekannten Steinölquelle erbaut; mit Ausstattung | D-1-82-111-32 Wikidata | weitere Bilder |

### Winner
| Lage                | Objekt            | Beschreibung | Akten-Nr.              | Bild              |
| ------------------- | ----------------- | --- | ---------------------- | ----------------- |
| Winner 2 (Standort) | Villa Amalienburg | Erdgeschossiger stuckgegliederter Walmdachbau in neubarocken Formen mit Eingangsportikus und seeseitigem risalitartigem Vorbau, von Thunig und Pabst, 1898, Seitenflügel und Portikus später | D-1-82-111-33 Wikidata | Villa Amalienburg |

## Ehemalige Baudenkmäler
| Lage                                 | Objekt                                                                                       | Beschreibung                                                                                 | Akten-Nr.              | Bild           |
| ------------------------------------ | -------------------------------------------------------------------------------------------- | -------------------------------------------------------------------------------------------- | ---------------------- | -------------- |
| Bad Wiessee Dorfplatz 3 (Standort)   | Sogenannter Erlacherhof, Bauernhaus mit Giebellaube und biedermeierlicher Zweiflügel-Haustür | Wohl zweites Viertel 19. Jahrhundert                                                         | D-1-82-111-2 Wikidata  | BW             |
| Abwinkl Ringbergstraße 48 (Standort) | Ehemaliges Bauernhaus, sogenannt Beim Puderer                                                | Einfirstanlage, Wohnteil verbretterter Blockbau mit Laube und Stüberlvorbau, 18. Jahrhundert | D-1-82-111-17 Wikidata | weitere Bilder |